# Xerraire de Malàisia
El xerraire de Malàisia (Trochalopteron peninsulae) és un ocell de la família dels leiotríquids (Leiothrichidae).

## Hàbitat i distribució
Viu entre la malesa del bosc, matolls i bambú al sud de Tailàndia i Malaca